# Fundación para las Elecciones Libres e Igualitarias

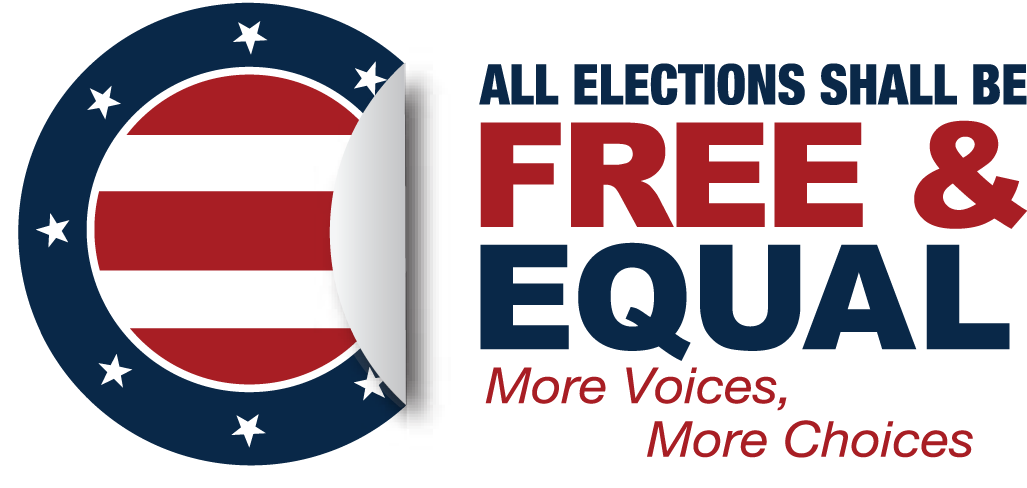
Logotipo y lema de la Fundación de Elecciones Libres e Iguales

La Fundación para las elecciones libres & igualitarias (Free & Equal) es una organización 501 (c) (3) sin fines de lucro y no partidista en los Estados Unidos, cuya misión es empoderar a los votantes estadounidenses a través de la educación y la promoción de reformas electorales. Free & Equal lidera los esfuerzos nacionales, estatales y locales para renovar el proceso electoral en los Estados Unidos, a través de la coordinación de debates gubernamentales, presidenciales y legislativos inclusivos; la organización de simposios sobre reforma electoral; la producción de las giras United We Stand; y el apoyo a las personas que se postulan para cargos públicos. Free & Equal se organizó por primera vez en 1982 como la Fundación para las Campañas y Elecciones Libres, antes de ser reorganizada formalmente en 2008 por Christina Tobin, una activista estadounidense y líder en la reforma electoral y el movimiento por los derechos de los votantes.

## Debates presidenciales

### 2008
Durante las elecciones presidenciales de 2008, Free & Equal organizó un debate presidencial en el Hotel Mayflower Renaissance en Washington, DC el 23 de octubre de 2008. El candidato del Partido de la Constitución, Chuck Baldwin, y el candidato independiente Ralph Nader, participaron en un debate moderado por el periodista Chris Hedges. El debate Free & Equal fue el único debate presidencial con candidatos independientes y de tercer partido celebrado durante las elecciones de 2008 que se transmitió a una audiencia a nivel nacional. El debate se retransmitió en directo por C-SPAN2 en horario de máxima audiencia.
| Debates Free & Equal de 2008 | Debates Free & Equal de 2008 | Debates Free & Equal de 2008      | Debates Free & Equal de 2008 | Debates Free & Equal de 2008     | Debates Free & Equal de 2008   | Debates Free & Equal de 2008    | Debates Free & Equal de 2008            | Debates Free & Equal de 2008    | Debates Free & Equal de 2008       |
| Nº                           | Fecha                        | Ubicación                         | Moderador                    | Participantes invitados          | Participantes invitados        | Participantes invitados         | Participantes invitados                 | Participantes invitados         | Participantes invitados            |
| P Presente A Ausente         | P Presente A Ausente         | P Presente A Ausente              | P Presente A Ausente         | Demócrata                        | Republicano                    | Libertario                      | Verde                                   | Constitución                    | Independiente                      |
| P Presente A Ausente         | P Presente A Ausente         | P Presente A Ausente              | P Presente A Ausente         | Senador Barack Obama de Illinois | Senador John McCain de Arizona | Congresista Bob Barr de Georgia | Congresista Cynthia McKinney de Georgia | Pastor Chuck Baldwin de Florida | Abogado Ralph Nader de Connecticut |
| ---------------------------- | ---------------------------- | --------------------------------- | ---------------------------- | -------------------------------- | ------------------------------ | ------------------------------- | --------------------------------------- | ------------------------------- | ---------------------------------- |
| 1                            | 23 de octubre de 2008        | Mayflower Hotel, Washington D. C. | Chris Hedges                 | A                                | A                              | A                               | A                                       | P                               | P                                  |

### 2012

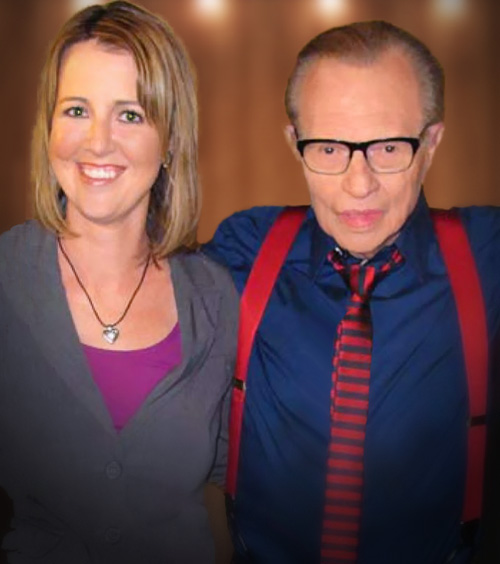
El "Debate Presidencial Abierto" de Free & Equal de 2012 fue moderado por Christina Tobin (izquierda) y Larry King (derecha)

En 2012, Free & Equal organizó el debate entre cuatro candidatos de terceros a la presidencia de los Estados Unidos. Contó con Gary Johnson (Partido Libertario), Jill Stein (Partido Verde), Virgil Goode (Partido de la Constitución) y Rocky Anderson (Partido de la Justicia) el 23 de octubre de 2012. El debate fue moderado por el expresentador de Larry King Live, Larry King y Christina Tobin. Fue televisado por RT TV, Al Jazeera English y C-SPAN. El 5 de noviembre, RT TV transmitió a los dos candidatos votados como ganadores de ese debate, Gary Johnson y Jill Stein, desde su estudio en Washington, DC. (El debate originalmente programado para el 30 de octubre se pospuso debido al huracán Sandy.)
| Debates Free & Equal de 2012       | Debates Free & Equal de 2012       | Debates Free & Equal de 2012       | Debates Free & Equal de 2012       | Debates Free & Equal de 2012        | Debates Free & Equal de 2012            | Debates Free & Equal de 2012            | Debates Free & Equal de 2012        | Debates Free & Equal de 2012         | Debates Free & Equal de 2012   |
| Nº                                 | Fecha                              | Ubicación                          | Moderador                          | Participantes invitados             | Participantes invitados                 | Participantes invitados                 | Participantes invitados             | Participantes invitados              | Participantes invitados        |
| P Presente A Ausente N No invitado | P Presente A Ausente N No invitado | P Presente A Ausente N No invitado | P Presente A Ausente N No invitado | Demócrata                           | Republicano                             | Libertario                              | Verde                               | Constitución                         | Justicia                       |
| P Presente A Ausente N No invitado | P Presente A Ausente N No invitado | P Presente A Ausente N No invitado | P Presente A Ausente N No invitado | Presidente Barack Obama de Illinois | Gobernador Mitt Romney de Massachusetts | Gobernador Gary Johnson de Nuevo Mexico | Doctora Jill Stein de Massachusetts | Congresista Virgil Goode de Virginia | Alcalde Rocky Anderson de Utah |
| ---------------------------------- | ---------------------------------- | ---------------------------------- | ---------------------------------- | ----------------------------------- | --------------------------------------- | --------------------------------------- | ----------------------------------- | ------------------------------------ | ------------------------------ |
| 1                                  | 23 de octubre de 2012              | Hilton Chicago, Chicago, Illinois  | Larry King de Ora TV               | A                                   | A                                       | P                                       | P                                   | P                                    | P                              |
| 2                                  | 5 de noviembre de 2012             | RT TV, Washington D. C.            | Thom Hartmann de RT TV             | N                                   | N                                       | P                                       | P                                   | N                                    | N                              |

### 2016
Free & Equal organizó un debate abierto junto con el movimiento Student Voices Count en el Auditorio Macky de la Universidad de Colorado Boulder el 25 de octubre de 2016. Originalmente, se invitó a todos los candidatos presidenciales con suficiente acceso a la boleta para representar la mayoría de los votos electorales. En octubre de 2016, Free & Equal extendió la invitación a todos los candidatos que representen al menos el 15% de los votantes potenciales: los partidos Demócrata, Republicano, Libertario, Verde, Constitución, Reforma y Socialismo y Liberación, así como el candidato independiente Evan McMullin. Gary Johnson, quien participó en el debate de 2012, ya se había negado públicamente en julio de 2016 a debatir con Jill Stein sobre The Young Turks por una cuestión de "tiempo únicamente".
| Debate Free & Equal de 2016 | Debate Free & Equal de 2016 | Debate Free & Equal de 2016                           | Debate Free & Equal de 2016 | Debate Free & Equal de 2016           | Debate Free & Equal de 2016              | Debate Free & Equal de 2016             | Debate Free & Equal de 2016         | Debate Free & Equal de 2016          | Debate Free & Equal de 2016                 | Debate Free & Equal de 2016            | Debate Free & Equal de 2016    |
| Nº                          | Fecha                       | Ubicación                                             | Moderador                   | Participantes invitados               | Participantes invitados                  | Participantes invitados                 | Participantes invitados             | Participantes invitados              | Participantes invitados                     | Participantes invitados                | Participantes invitados        |
| P Presente A Ausente        | P Presente A Ausente        | P Presente A Ausente                                  | P Presente A Ausente        | Republicano                           | Demócrata                                | Libertario                              | Verde                               | Constitución                         | Reforma                                     | PSL                                    | Independiente                  |
| P Presente A Ausente        | P Presente A Ausente        | P Presente A Ausente                                  | P Presente A Ausente        | Empresario Donald Trump de Nueva York | Secretaria Hillary Clinton de Nueva York | Gobernador Gary Johnson de Nuevo Mexico | Doctora Jill Stein de Massachusetts | Teniente Darrell Castle de Tennessee | Empresario Rocky De La Fuente de California | Activista Gloria La Riva de California | Director Evan McMullin de Utah |
| --------------------------- | --------------------------- | ----------------------------------------------------- | --------------------------- | ------------------------------------- | ---------------------------------------- | --------------------------------------- | ----------------------------------- | ------------------------------------ | ------------------------------------------- | -------------------------------------- | ------------------------------ |
| 1                           | 25 de octubre de 2016       | Universidad de Colorado en Boulder, Boulder, Colorado | Ed Asner                    | A                                     | A                                        | A                                       | A                                   | P                                    | P                                           | P                                      | A                              |

### 2020

#### Primarias
El 4 de marzo de 2020, Free & Equal realizó un debate en el Hotel Hilton Chicago. Asistieron varios candidatos de partidos minoritarios, así como candidatos menores afiliados a los partidos Demócrata y Republicano. Algunos de los participantes, pero no todos, pasarían a ser los nominados de sus partidos.
| Debates Free & Equal de 2020 | Debates Free & Equal de 2020   | Debates Free & Equal de 2020 | Debates Free & Equal de 2020 | Debates Free & Equal de 2020           | Debates Free & Equal de 2020   | Debates Free & Equal de 2020            | Debates Free & Equal de 2020                   | Debates Free & Equal de 2020                      | Debates Free & Equal de 2020                | Debates Free & Equal de 2020            | Debates Free & Equal de 2020           | Debates Free & Equal de 2020                    |
| Nº                           | Fecha y Hora                   | Ubicación                    | Moderador                    | Participantes invitados                | Participantes invitados        | Participantes invitados                 | Participantes invitados                        | Participantes invitados                           | Participantes invitados                     | Participantes invitados                 | Participantes invitados                | Participantes invitados                         |
| P Presente                   | P Presente                     | P Presente                   | P Presente                   | Demócrata                              | Libertario                     | Libertario                              | Libertario                                     | Verde                                             | Constitución                                | Solidaridad Estadounidense              | Vida y Libertad                        | Transhumanista                                  |
| P Presente                   | P Presente                     | P Presente                   | P Presente                   | Empresario Mark Stewart de Connecticut | Activista Dan Berhman de Texas | Carpintero Erik Gerhardt de Pensilvania | Vicepresidente del LNC Arvin Vohra de Maryland | Activista Sedinam Moyowasifza-Curry de California | Asesor financiero Charles Kraut de Virginia | Profesor Brian Carroll de California    | Activista J.R. Myers de Alaska         | Activista Ben Zion de Arizona                   |
| ---------------------------- | ------------------------------ | ---------------------------- | ---------------------------- | -------------------------------------- | ------------------------------ | --------------------------------------- | ---------------------------------------------- | ------------------------------------------------- | ------------------------------------------- | --------------------------------------- | -------------------------------------- | ----------------------------------------------- |
| 1a                           | 4 de marzo de 2020 2:00 pm CST | Chicago, Illinois            | Christina Tobin              | P                                      | P                              | P                                       | P                                              | P                                                 | P                                           | P                                       | P                                      | P                                               |
|                              |                                |                              |                              |                                        |                                |                                         |                                                |                                                   |                                             |                                         |                                        |                                                 |
| P Presente                   | P Presente                     | P Presente                   | P Presente                   | Republicano                            | Demócrata                      | Libertario                              | Libertario                                     | Libertario                                        | Libertario                                  | Verde / Socialista                      | PSL                                    | Independiente                                   |
| P Presente                   | P Presente                     | P Presente                   | P Presente                   | Futurista Zoltan Istvan de California  | Abogado Mosie Boyd de Arkansas | Teniente Ken Armstrong de Hawaii        | Profesora Jo Jorgensen de Carolina del Sur     | Cabo Adam Kokesh de Indiana                       | Activista Vermin Supreme de Massachusetts   | Comerciante Howie Hawkins de Nueva York | Activista Gloria La Riva de California | Activista Mark Charles del Distrito de Columbia |
| 1b                           | 4 de marzo de 2020 6:30 pm CST | Chicago, Illinois            | Christina Tobin              | P                                      | P                              | P                                       | P                                              | P                                                 | P                                           | P                                       | P                                      | P                                               |

#### Elecciones presidenciales
Se celebraron dos debates antes de las elecciones presidenciales. El primero fue el 8 de octubre de 2020 en Denver, Colorado, con participación limitada a los candidatos en la boleta electoral en al menos ocho estados. Un segundo debate con los mismos candidatos ocurrió el 24 de octubre de 2020 en Cheyenne, Wyoming.
| Debates Free & Equal de 2020 | Debates Free & Equal de 2020      | Debates Free & Equal de 2020 | Debates Free & Equal de 2020 | Debates Free & Equal de 2020            | Debates Free & Equal de 2020       | Debates Free & Equal de 2020               | Debates Free & Equal de 2020            | Debates Free & Equal de 2020           | Debates Free & Equal de 2020                | Debates Free & Equal de 2020                     | Debates Free & Equal de 2020         | Debates Free & Equal de 2020            | Debates Free & Equal de 2020    |
| Nº                           | Fecha y Hora                      | Ubicación                    | Moderador                    | Participantes invitados                 | Participantes invitados            | Participantes invitados                    | Participantes invitados                 | Participantes invitados                | Participantes invitados                     | Participantes invitados                          | Participantes invitados              | Participantes invitados                 | Participantes invitados         |
| P Presente A Ausente         | P Presente A Ausente              | P Presente A Ausente         | P Presente A Ausente         | Demócrata                               | Republicano                        | Libertario                                 | Verde / Socialista                      | PSL                                    | Alianza / Reforma                           | Constitución                                     | Solidaridad Estadounidense           | Independiente                           | Independiente                   |
| P Presente A Ausente         | P Presente A Ausente              | P Presente A Ausente         | P Presente A Ausente         | Ex vicepresidente Joe Biden de Delaware | Presidente Donald Trump de Florida | Profesora Jo Jorgensen de Carolina del Sur | Comerciante Howie Hawkins de Nueva York | Activista Gloria La Riva de California | Empresario Rocky De La Fuente de California | Empresario Don Blankenship de Virginia del Oeste | Profesor Brian Carroll de California | Emprendedor Brock Pierce de Puerto Rico | Productor Kanye West de Wyoming |
| ---------------------------- | --------------------------------- | ---------------------------- | ---------------------------- | --------------------------------------- | ---------------------------------- | ------------------------------------------ | --------------------------------------- | -------------------------------------- | ------------------------------------------- | ------------------------------------------------ | ------------------------------------ | --------------------------------------- | ------------------------------- |
| 2                            | 8 de octubre de 2020 6:00 pm GMT  | Denver, Colorado             | Christina Tobin              | A                                       | A                                  | A                                          | P                                       | P                                      | A                                           | P                                                | P                                    | P                                       | A                               |
| 3                            | 24 de octubre de 2020 6:00 pm GMT | Cheyenne, Wyoming            | Christina Tobin              | A                                       | A                                  | A                                          | P                                       | P                                      | A                                           | A                                                | P                                    | P                                       | A                               |

## Simposios de Reforma Electoral
Desde 2009, Free & Equal ha organizado simposios de reforma electoral para unir a intelectuales y expertos para compartir y debatir sobre las reformas al sistema electoral estadounidense. Entre los panelistas y oradores que han participado se encuentran la presidenta de la Liga de Mujeres Votantes de Colorado, Nancy Crow, la subsecretaria de Estado de Colorado Suzanne Staiert, el fundador de FairVote Rob Richie, el fundador de Nexus Earth Colin Cantrell, el fundador de Ballot Access News Richard Winger y más.

## Tour United We Stand
En 2014, Free & Equal lanzó United We Stand, un festival y una gira que une a las generaciones más jóvenes con músicos, artistas y líderes de opinión para promover el cambio político y cultural. Desde su inicio, la gira ha visitado el Belasco Theatre en Los Ángeles en 2014 y 2015, University of Colorado Boulder en 2016, y Texas A&M University en 2018. La gira de 2019 incluyó a Indiana, Texas, Colorado, Oregon, y Tennessee.